# Ginkgo tzagajanica
Ginkgo tzagajanica Samylina, 1967 es una especie vegetal de porte arbóreo perteneciente al orden Ginkgoales. Los restos fósiles conocidos de esta especie provienen de varios yacimientos correspondientes al Paleoceno Superior y Eoceno Medio. Los primeros restos conocidos provenían de la Formación Tzagajan en la región siberiana de Belaya Gora en el óblast de Amur, Federación Rusa, mientras que otros especímenes muy bien conservados se corresponden a la Formación Minato de las localidades de Kuji, en la Prefectura de Iwate, y Noda, en la Prefectura de Chiba, Japón. 
Esta especie es conocida a través de los fósiles de sus hojas que muestran la anatomía de la epidermis con gran detalle. Las hojas tienen la forma de abanico común de su género con un ángulo basal muy amplio y nerviación subparalela. El limbo foliar aparece dividido en lóbulos entre una y siete veces siendo la hendidura central siempre más profunda. La hoja es hipostomática, con estomas solo en el envés aunque presenta algunas de estas estructuras en una estrecha franja de la región basal del haz.

## Descripción
Los únicos restos fósiles conocidos hasta el momento de la especie Ginkgo tzagajanica se corresponden a hojas ignorándose completamente la anatomía de las estructuras portadoras de ovarios y las semillas, principales caracteres diagnósticos del género. Aun así algunas de la impresiones foliares conocidas muestran un nivel de detalle muy alto de la anatomía de la epidermis que permite diferenciar a esta especies de otras coetáneas. Ginkgo tzagajanica presenta hojas con la lámina en forma de abanico, similar al de otras especies de su género. En el punto basal de la hoja, tras un corto peciolo longitudinalmente acanalado, la lámina forma un ángulo muy variable, de 70 a 330.º El margen foliar presenta varias hendiduras, entre una y siete formando varios lóbulos. La hendidura central de la hoja es siempre más profunda que el resto aunque nunca sobrepasando el punto medio de la lámina. Los márgenes de los lóbulos aparecen ligeramente ondulados a dentados. A lo largo del limbo se aprecia la venación subparalela característica del grupo con nervios en un número de hasta 17 por centímetro de lámina en su zona basal. Estas venas dicotomizan varias veces, entre tres y cuatro por lo general. Esta especie presenta una epidermis principalmente hipostomática, esto es, que únicamente posee estomas en su cara abaxial, aunque aparecen estomas en una región muy reducida de la cara adaxial. La epidermis del haz de la hoja, con un grosor de entre 2 y 4 μm de grosor, está formada por células epidérmicas, papilas, tricomas unicelulares y estomas (donde los presente). Las células epidérmicas presentan paredes celulares anticlinares ligeramente sinuosas y paredes celulares periclinares fundamentalmente rectas. Estas células tienen un perfil elongado y una forma general rectangular a poligonal aunque son más irregulares en el ápice foliar. El limbo foliar puede dividirse en dos regiones, tanto en el haz como en el envés. La zona costal, de unos 100 a 170 μm de anchura que presenta células de 13 a 18 μm por 60 a 100μm y la zona intercostal de 200 a 300 μm con células de entre 20 a 30 μm por 25 a 60 μm. Aún más elongadas de lo habitual son las células que aparecen sobre las venas, una capa de entre 4 y 9 células de grosor. Los estomas que aparecen en la cara adaxial de la hoja lo hacen únicamente sobre la zona más basal de ella. Son estomas haplocélicos, con un anillo de entre cuatro y siete células subsidiarias rodeando a las células de guarda, dicíclicos, con únicamente dos células subsidiarias, o parcialmente dicíclicos y forman una apertura de hasta 15 μm de longitud.
La epidermis de la cara abaxial de la hoja tiene un grosor de unos 2 μm. Está formada por células epidérmicas cuadrangulares a hexagonales que, al igual que en el haz, son más elongadas cuando aparecen sobre las venas. Estas células pueden ser papiladas aunque la distribución que presenta esta este tipo es completamente irregular de modo que pueden ocupar porciones muy grandes de la lámina o estar completamente ausentes. La organización de la lámina del envés en zona costal e intercostal es similar a la del haz. Los tricomas, por su parte, son más comunes en las células epidérmicas que cubren la venación. Como en el haz los estomas pueden ser haplocélicos aunque más comúnmente son dicíclicos y su orientación es aleatoria. Aparecen en toda la lámina pero únicamente en las regiones intravenales. Estos estomas presentan células de guarda ligeramente cutinizadas y células subsidiarias papiladas, con tricomas unicelulares de entre 15 y 25 μm.

## Hábitat y distribución
El material fósil original utilizado para la descripción de la especie procede del yacimiento siberiano clásico de Belaya Gora situado en las proximidades del río Bureya, óblast de Amur (Federación Rusa) perteneciente a la Formación Tzagajan. Otros especímenes similares han sido localizados con posterioridad al sur de esa región correspondiendo a la misma formación geológica. Hojas de Ginkgo tzagajanica han aparecido también en un yacimiento cercano a las localidades de Kuji, en la Prefectura de Iwate, y Noda, en la Prefectura de Chiba (Japón) perteneciente a la Formación Minato. Los estudios geológicos y palinológicos realizados en las formaciones de Tzagajan y de Minato muestran indican una edad comprendida entre el Paleoceno Superior y el Eoceno Medio.

## Taxonomía
Etimológicamente la especie Ginkgo tzagajanica toma su nombre  genérico, Ginkgo, de las palabras japonesas Gin an e Itsjò, términos que significan aproximadamente «albaricoque plateado» y que eran los utilizados para la especie Ginkgo biloba en Japón. La transliteración del japonés, poco afortunada según algunos autores, fue realizada por el primer botánico europeo que tuvo contacto con la especie, el  alemán Engelbert Kaempfer. El epíteto específico, tzagajanica, hace referencia a la formación geológica en la que se encontraron sus primeros restos fósiles, la Formación Tzagajan, en Siberia.
Las características anatómicas que presenta Ginkgo tzagajanica, especialmente las que se refieren a las células epiteliales y a la morfología de los estomas, son similares a otras especies cenozoicas de su género. Esta similitud es especialmente alta con las especies Ginkgo spitsbergensis del Paleoceno de Spitsbergen (Svalbard, Noruega), Ginkgo wyomingensis del Paleoceno del estado de Wyoming (Estados Unidos), Ginkgo orientalis del Oligoceno de Sakhalin (Federación Rusa) y Ginkgo adiantoides del Plioceno de Europa Central. Es por ello que muchos autores consideran que todas o algunas de estas especies pueden realmente corresponder a una sola de amplia distribución geográfica y temporal.